# Solesmes (Nord)
Solesmes település Franciaországban, Nord megyében. Lakosainak száma 4193 fő (2022. január 1.). Solesmes Vertain, Beaurain, Briastre, Forest-en-Cambrésis, Neuvilly, Romeries, Saint-Python, Vendegies-au-Bois és Viesly községekkel határos.

## Népesség
A település népessége az elmúlt években az alábbi módon változott:
| Lakosok száma | 4452 | 4437 | 4487 | 4338 | 4290 | 4290 | 4266 | 4249 | 4193 |
|               | 2013 | 2015 | 2016 | 2017 | 2018 | 2019 | 2020 | 2021 | 2022 |